# Chaumard
Chaumard település Franciaországban, Nièvre megyében. Lakosainak száma 196 fő (2022. január 1.). Chaumard Ouroux-en-Morvan, Châtin, Corancy, Mhère, Montigny-en-Morvan és Planchez községekkel határos.

## Népesség
A település népességének változása:
| Lakosok száma | 209  | 208  | 211  | 208  | 209  | 209  | 205  | 200  | 196  |
|               | 2013 | 2015 | 2016 | 2017 | 2018 | 2019 | 2020 | 2021 | 2022 |